# Sophie Arnould
Sophie Arnould (París, 13 de febrer de 1740 - París, 18 d'octubre de 1802) fou una soprano dramàtica francesa, la més famosa de la seva època.

## Biografia
Nascuda Magdeleine Sophie Arnould va estudiar a París amb Marie Fel i La Clairon. Va debutar a l'escenari a l'Òpera de París el 15 de desembre de 1757 i hi va cantar durant 20 anys. Així, doncs, als catorze anys ja era admirada pel públic a l'Òpera, per la seva bellesa, gràcia encantadora, expressiva fisonomia i veu melodiosa, a la qual sabia imprimir els accents més dramàtics i commovedors. Estudià cant amb la soprano Marie Fel.
Va crear per a Christoph Wilibald Gluck els papers d'Eurídice a Orfeu i Eurídice i el paper principal a Ifigenia in Aulide. També va obtenir un èxit considerable a les òperes de Jean-Philippe Rameau, François Francoeur i Pierre-Alexandre Monsigny. Va tenir una disputa amb la seva rival d'aleshores, Larrivée-Lemiere, pel paper d'Oriane, en l'obra Amadigi di Gaula, una òpera en tres actes, amb música de Georg Friedrich Händel.

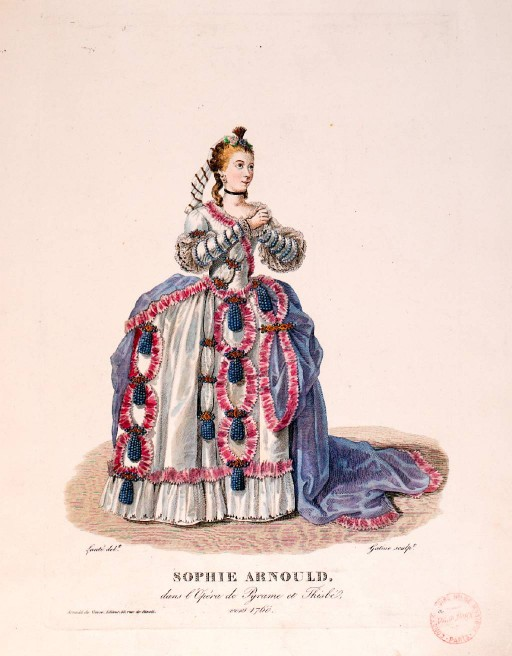
Sophie Arnould a Piramo e Tisbe, òpera en dos actes de Johann Adolph Hasse

Segons els seus contemporanis, la seva veu era més bella que poderosa, però era una actriu apassionada. La seva falta de disciplina tant en la seva vida professional com personal va provocar un declivi vocal prematur. Així que, el 1778, als trenta-quatre anys, comprenent que la seva veu anava disminuint, abandonà el teatre dels seus triomfs, la direcció del qual li concedí una pensió envejable de 2000 lliures i es retirà al Priorat de Luzarches.
En morir, va ser enterrada al cementiri de Montmartre.

## Vida social
Rebia a casa seva un parell de cops a la setmana. Assistiren al seu saló Voltaire, Chaptal, Diderot, Lucien Bonaparte, Beaumarchais, Gluck, Rousseau, d’Alembert i altres filòsofs, científics o lletrats.
Sophie Arnould va poder fusionar la sensualitat més cridanera, la llibertat de moral i l'èxit artístic, i la seva vida amorosa fou molt acolorida. Va tenir mantenidors opulents i poderosos, com Lluís Francesc de Borbó-Conti, príncep de Conti, el príncep d'Hénin o el vescomte de Ségur, però sobretot va aconseguir la lleialtat i el suport econòmic de dos amants, Louis-Léon de Brancas, duc de Lauragais, una relació que va donar tres fills, i l'arquitecte François-Joseph Bélanger. Els seus gustos també la van portar cap a les dones, entre les quals Mademoiselle Fanny Raucourt o Madame de Villeroy.
Va ser pintada per Maurice Quentin de La Tour o Jean-Baptiste Greuze, i va deixar els seus Souvenirs i una abundant correspondència.

## Recreacions
Sophie Arnould ou le Mystère de la cantatrice és una òpera en un acte de Gabriel Pierné, que relata l'última trobada de Sophie amb el duc de Lauragais mentre viu jubilada a Luzarches. Va ser representada l'octubre de 2006 a la barcassa de l'Opéra de París.
Al 2007, Isabelle Joz-Roland publicà Une femme libre: Sophie Arnould, chanteuse et courtisane.